# Равна (Варненська область)
Ра́вна (болг. Равна) — село у Варненській області Болгарії. Входить до складу общини Провадія.

## Населення
За даними перепису населення 2011 року у селі проживали 149 осіб, усі — болгари.
Розподіл населення за віком у 2011 році:
Динаміка населення: